# أنطون كريستيان فديكند
انطون كريستيان فديكند (بالألمانية: Anton Christian Wedekind)‏ (و. 1763 – 1845 م) هو مؤرخ ألماني، ولد في فيسلهوفيده، كان عضوًا في أكاديمية العلوم في غوتينغن، توفي في لونبورغ، عن عمر يناهز 82 عاماً.